# Julien Dubuque Bridge
Die Julien Dubuque Bridge ist eine Stahlbogen-Fachwerkbrücke mit abgehängter Fahrbahn, die die Städte Dubuque und East Dubuque in den US-amerikanischen Bundesstaaten Iowa und Illinois verbindet und den Mississippi überspannt. Ihr großer Bogen ist als Durchlaufträger konstruiert, seine Hauptöffnung hat eine Stützweite von 258 m. Die Brücke ist seit 1999 im NRHP gelistet.
Etwa drei Kilometer oberhalb nimmt die Dubuque-Wisconsin Bridge seit 1982 den Verkehr nach Wisconsin auf, der bis dahin ebenfalls über die Julien Dubuque Bridge geführt wurde.

## Geschichte

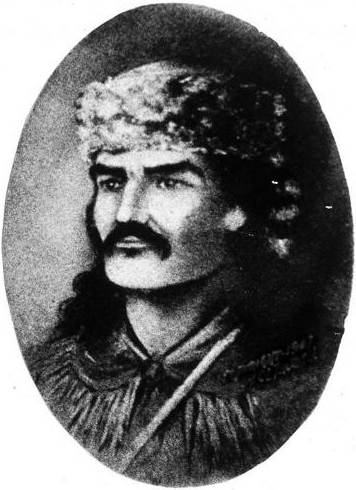
J. Dubuque

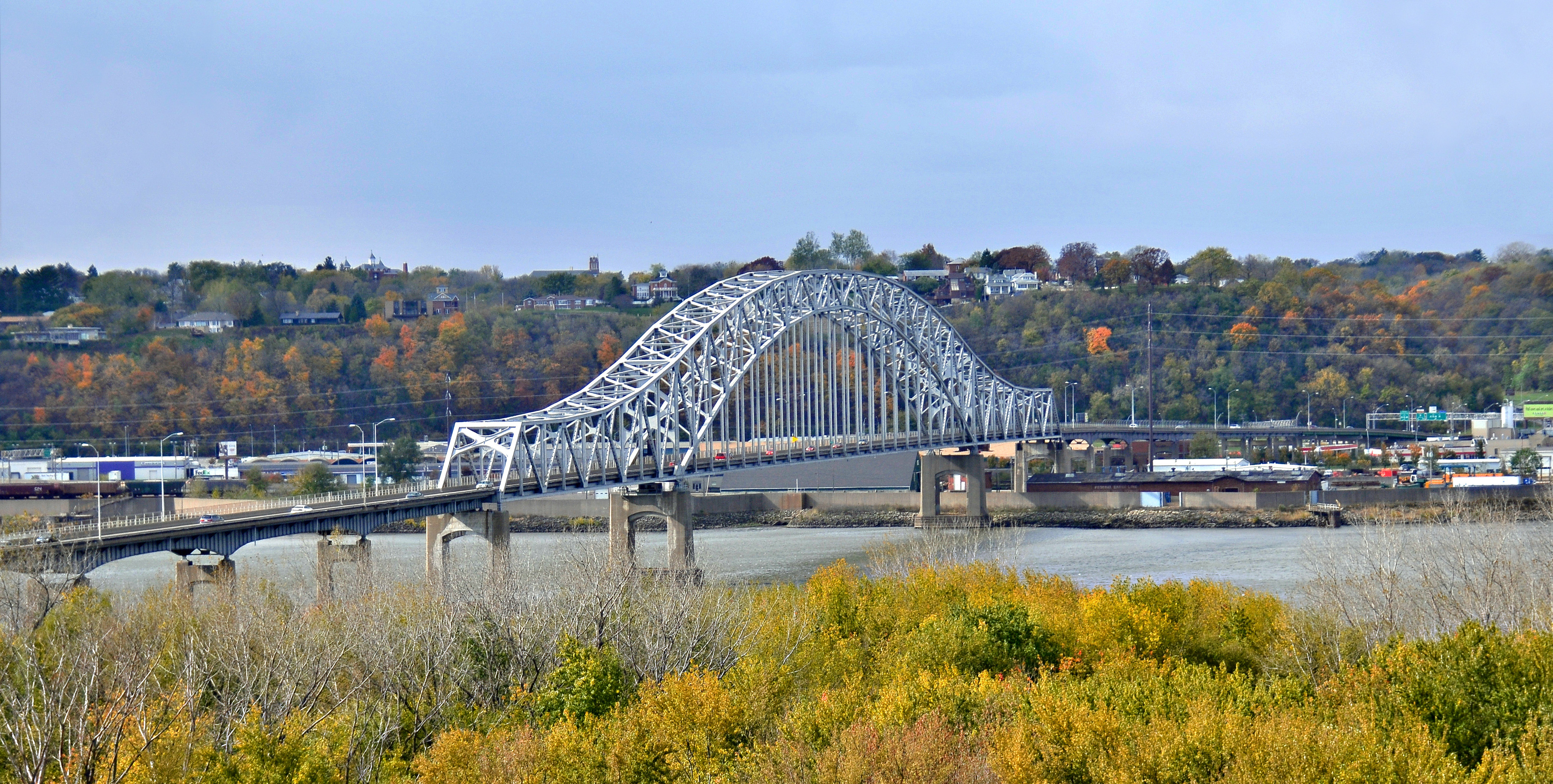
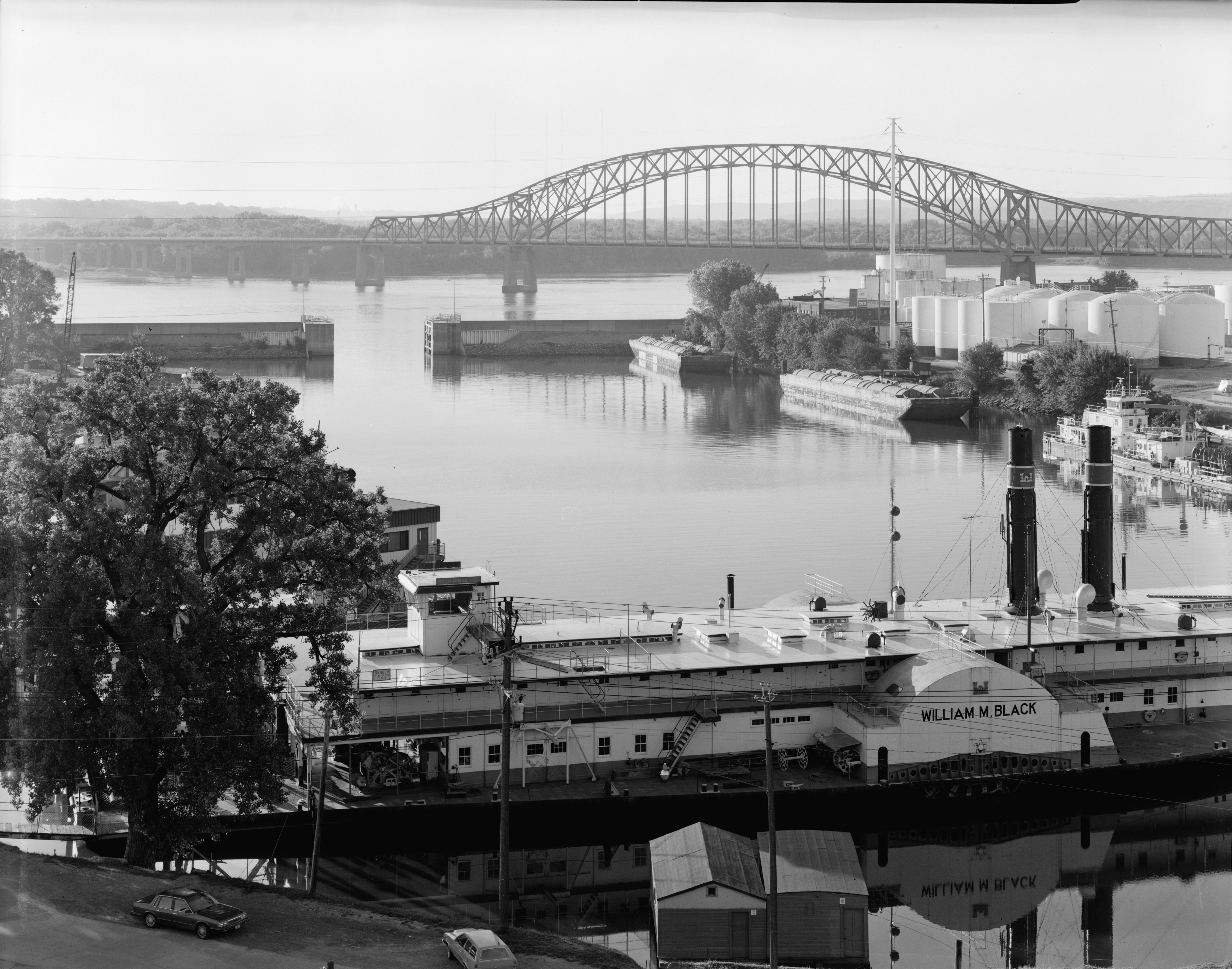
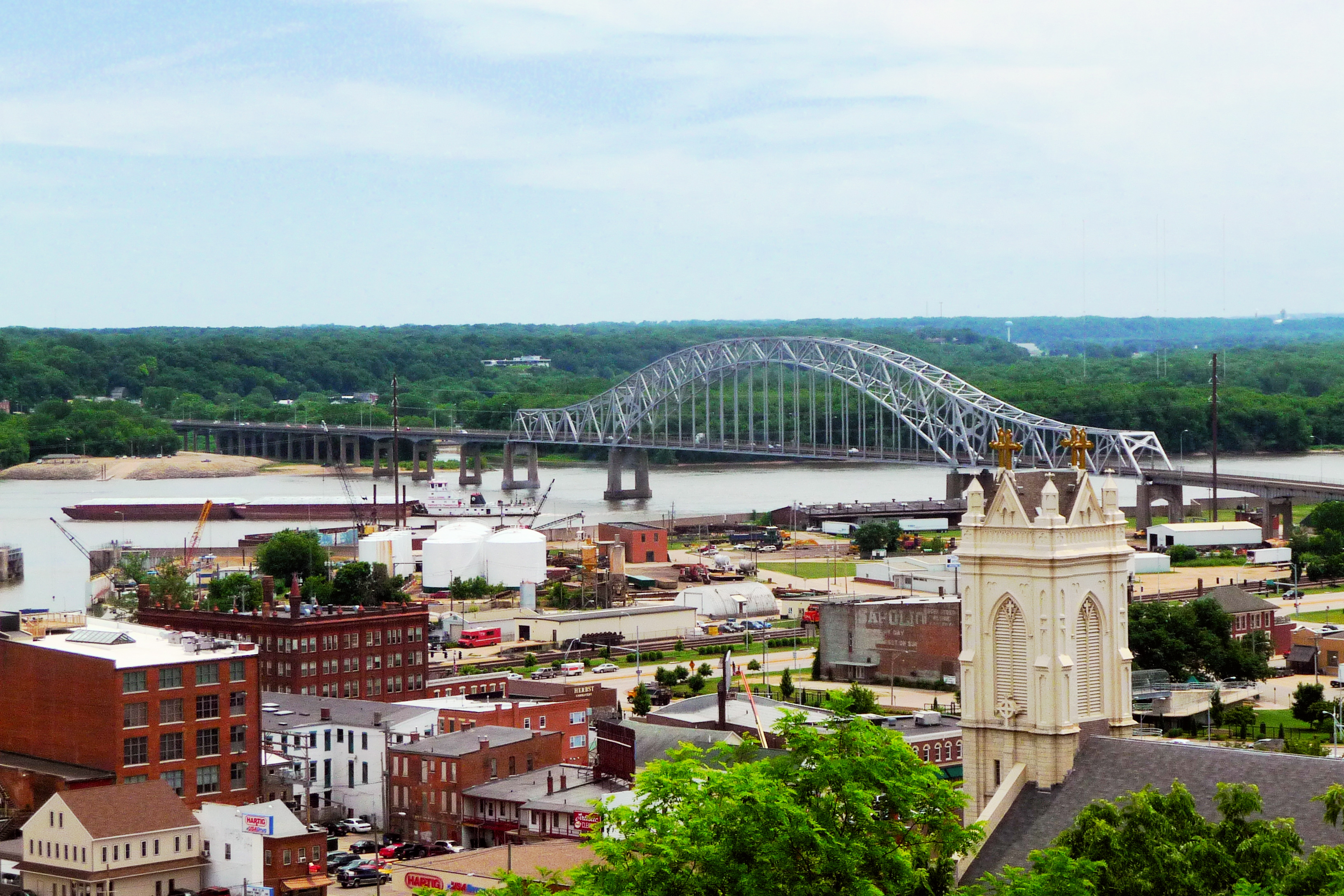

Die Brücke ist benannt nach Julien Dubuque (1762–1810), einem Frankokanadier, der einer der ersten weißen Siedler in der Region war.
Eine erste Brücke genügte bald nicht mehr, um den wachsenden Verkehr zu bewältigen. Lange Zeit waren die Mittel für eine leistungsfähigere Brücke nicht vorhanden, zumal die Dringlichkeit dafür zunächst nicht bestand.
Während des Zweiten Weltkrieges wuchs jedoch die kriegswichtige Bedeutung einer leistungsfähigen neuen Brücke über den Strom. So wurde 1942 mit dem Bau der Brücke begonnen und ein Jahr später abgeschlossen. Da man damals sogar deutsche Luftangriffe befürchtete, bekam die Brücke zur Tarnung anfangs einen grauen Anstrich.
Da die Finanzierung der Brücke durch Anleihen erfolgte, wurde bis zu deren Rückzahlung im Jahr 1954 anfangs eine Mautgebühr erhoben.
Zu Beginn der 1990er Jahre wurde die Brücke einer Renovierung unterzogen und der Fahrbahnbelag vollständig erneuert.
Vor der Fertigstellung der Dubuque-Wisconsin Bridge im Jahr 1982 führten auch die U.S. Highways 61 und 151 über die Brücke. So führte ein großer Teil des Verkehrs aus dem östlichen Iowa nach Wisconsin über das Jo Daviess County in Illinois. Heute führen diese Verkehrsströme direkt nach Wisconsin.